# Желино (община)
Желино (на албански: Komuna e Zhelinës; на македонска литературна норма: Општина Желино) е община в северозападната част на Северна Македония и обхваща 18 села в областта Долен Полог около прохода Калдъръм боаз (Жеденски проход) и по долината на река Суводолица между планините Жеден от север и Сува гора от юг. Седалище на общината е едноименното село Желино, а площта ѝ е 201,04 km2. Населението на общината е 24 390 (2002), предимно албанци. Гъстотата на населението в общината е 121,32 жители на km2.

## Структура на населението
Според преброяването от 2002 година община Желино има 24 390 жители.
| Етническа принадлежност | Процент |
| македонци               | 0,29%   |
| албанци                 | 99,20%  |
| турци                   | 0,01%   |
| роми                    | 0,00%   |
| власи                   | 0,00%   |
| сърби                   | 0,00%   |
| бошняци                 | 0,02%   |
| други                   | 0,48%   |